# Els quatre fantàstics (pel·lícula)
Els 4 fantàstics (títol original en anglès: Fantastic Four) és una pel·lícula de superherois dirigida per Tim Story basada en la sèrie de còmic homònima de Marvel i estrenada el 2005. Aquesta pel·lícula ha estat doblada al català.
És la segona adaptació de la franquícia portada al cinema. Un intent previ, titulat Els Quatre Fantàstics, va ser una pel·lícula tipus Cinema B produïda per Roger Corman que finalment no va ser estrenada. Els 4 Fantàstics va ser estrenada als Estats Units el 8 de juliol de 2005. La seva seqüela, Els 4 Fantàstics i Silver Surfer, va ser estrenada el 2007. Un reboot del mateix nom va ser estrenat el 2015, exactament 10 anys després de l'estrena d'aquest lliurament.

## Argument
Reed Richards (Ioan Gruffudd); geni, però de físic tímid i en fallida, està convençut que l'evolució va ser provocada fa milions d'anys a la Terra per núvols d'energia còsmica, i ha calculat que un d'aquests núvols molt aviat passarà prop de la Terra. Per això desitja aventurar-se en una missió a l'espai per guarir diverses malalties de la terra i allargar la vida. No obstant això, no comptava amb el pressupost per a aquesta missió. Juntament amb el seu millor amic, el rude però suau astronauta Ben Grimm (Michael Chiklis), Reed acudeix llavors al seu igualment brillant però envanit company de l'Institut de Tecnologia de Massachusetts el doctor Victor Von Doom (Julian McMahon) amb qui ja mantenia contacte des de la universitat, però no es portaven bastant bé. Victor queda convençut i accedeix a l'oferta de Richards sent director general d'Indústries Von Doom, la qual cosa li permet accés a la seva estació espacial privada per posar a prova els efectes d'una mostra biològica a l'exposició del núvol.

## Repartiment
- Ioan Gruffudd: Reed Richards/Senyor Fantàstic
- Jessica Alba: Sue Storm/Dona Invisible
- Chris Evans: Johnny Storm/Torxa Humana
- Michael Chiklis: Ben Grimm/La Mole
- Julian McMahon: Victor Von Doom/Dr. Doom
- Hamish Linklater: Leonard
- Kerry Washington: Alicia Masters
- Laurie Holden: Debbie McIlvane
- David Parker: Ernie
- Kevin McNulty: Jimmy O'Hoolihan
- Maria Menounos: Infermera sexy
- Michael Kopsa: Ned Cecil
- Kenny Bartram: Kenny Bartram/Cowboy Kenny
- Ronnie Renner: Ronnie Renner
- Stan Lee: Willie Lumpkin

Rachel McAdams, Ali Larter i Keri Russell van ser considerades per al personatge de Sue Storm.
Com gairebé totes les pel·lícules basades en personatges de Marvel, el creador dels 4 Fantàstics Stan Lee fa un cameo com a Willie Lumpkin, el carter que saluda a l'equip quan van a l'ascensor de l'Edifici Baxter. Hugh Jackman repeteix el seu paper de Logan/Wolverine en una escena en la qual Reed Richards canvia la seva cara per semblar-se a la interpretació de Jackman com Wolverine per cortejar a Sue Storm; l'escena va ser eliminada de la versió teatral però va ser restaurada i afegida a la versió ampliada.

## Producció
El 1983, el productor alemany Bernd Eichinger es va reunir amb Stan Lee a casa seva a Los Angeles per explorar l'opció de produir una pel·lícula basada en Els 4 Fantàstics. L'opció no va estar disponible fins a tres anys després, quan Constantin Film, productora d'Eichinger va obtenir la llicència de Marvel Comics per un premi que el productor va definir com a "no enorme", i que s'ha estimat en 250.000 dòlars. Warner Bros. i Columbia Pictures van mostrar interès en la franquícia, però van ser cautelosos del pressupost d'Eichinger de 40-45 milions de dòlars Amb l'opció programada per expirar el 31 de desembre de 1992, Eichinger va demanar a Marvel una extensió. Eichinger planejava conservar la seva opció en produir una pel·lícula de baix pressupost, argumentant el 2005: "No van dir que havia de fer una gran pel·lícula". El 1992 es va planejar una pel·lícula classificada B. L'especialista Roger Corman sobre la idea de produir la pel·lícula amb un pressupost de 5 milions per mantenir els drets, finalment va decidir reduir a 1 milió de dòlars el pressupost. El 1994, la adaptació, titulada Els Quatre Fantàstics, va tenir el seu tràiler estrenat en cinemes, i el seu elenc i director van realitzar una gira promocional; no obstant això, la pel·lícula no va ser llançada oficialment. La pel·lícula ha estat acusada de ser una còpia Ashcan, la qual cosa significa que només es va fer per mantenir la llicència. Lee i Eichinger van declarar que els actors no tenien idea de la situació, en lloc de creure que estaven creant una versió adequada. Marvel Comics va pagar a canvi de la pel·lícula negativa, per la qual cosa 20th Century Fox podria seguir endavant amb l'adaptació de gran pressupost, així com una possible pel·lícula spin-off sobre Silver Surfer per a l'estiu de 1998.
OpFox va contractar Chris Columbus per escriure i dirigir la pel·lícula el 1995. Va desenvolupar un guió amb Michael France, però va decidir renunciar com a director i concentrar-se a produir la pel·lícula sota la seva pròpia companyia, 1492 Pictures. Peter Segal va ser contractat per dirigir la pel·lícula l'abril de 1997, i va ser reemplaçat per Sam Weisman al final d'aquell any. Fox va confiar a Sam Hamm reescriure el script l'abril de 1998 en un intent de reduir el pressupost projectat de 165 milions de dòlars. El febrer de 1999, amb el desenvolupament trigant més de l'esperat, Eichinger i Fox van signar un acord amb Marvel per estendre el control dels drets cinematogràfics per altres dos anys, amb un llançament d'estiu previst per 2001, i contractant a Tall Gosnell per dirigir.
No obstant això, Gosnell va decidir dirigir Scooby-Doo en el seu lloc i va abandonar l'octubre de 2000. Va ser reemplaçat per Peyton Reed l'abril de 2001 i Mark Frost va ser portat a bord per a una altra reescriptura. Reed va renunciar al juliol de 2003, explicant el 2015, "Ho vaig desenvolupar durant la major part d'un any amb tres grups diferents d'escriptors. Però després d'un temps es va fer evident que Fox tenia una pel·lícula molt diferent al cap i que també estaven perseguint una data de llançament... així que acabem separant-nos de laq companyia". Tim Story va signar per dirigir la pel·lícula a l'abril de 2004, després que Fox estigués impressionat amb la seva primerenca pel·lícula Taxi. Simon Kinberg va escriure sense acreditar diversos esborranys del guió.